# Vintage NRPS
Vintage NRPS è un album live dei New Riders of the Purple Sage, pubblicato dalla Relix Records nel novembre del 1986. Il disco fu registrato dal vivo il 21 e 23 febbraio 1971 al Capitol Theater di Port Chester, New York (Stati Uniti).
L'album fu dedicato alla memoria di David Torbert (1948-1982), già bassista del gruppo.

## Tracce
Brani composti da David Nelson, eccetto dove indicato
Lato A
1. I Don't Know You – 3:41
2. Cecelia – 4:13
3. Whatcha Gonna Do – 3:02
4. Dirty Business – 11:20

Lato B
1. Fair Chance to Know – 4:10
2. Garden of Eden – 6:31
3. Portland Woman – 5:08
4. Honky Tonk Women – 5:29 (Mick Jagger, Keith Richards)

## Musicisti
- John Dawson - chitarra, voce solista
- Jerry Garcia - chitarra pedal steel
- David Nelson - chitarra solista, voce
- David Torbert - basso, voce
- Spencer Dryden - batteria[1]